# Aborto en Paraguay
Actualmente el aborto en la República del Paraguay es ilegal, excepto en caso de riesgo vital para la mujer.
Cuando el aborto se realizare por la embarazada, actuando ella sola o facilitando la intervención de un tercero, la pena privativa de libertad será de hasta dos años, aunque la gran mayoría obtiene medidas alternativas y no van a prisión. En la medición de la pena se considerará, especialmente, si el hecho haya sido motivado por la falta del apoyo garantizado al niño en la Constitución. En este caso no se castiga la tentativa.
El aborto terapéutico es permitido en el país en casos debidamente justificados, en el que el embarazo en su evolución, el trabajo de parto o el puerperio pueden agravar considerablemente la enfermedad de la mujer embarazada o amenazar su vida.
Paraguay es uno de los países más conservadores de América del Sur, donde temas como el aborto son considerados un tema tabú por la gran mayoría de la sociedad paraguaya, en parte debido a la gran influencia que tiene la religión católica en el país, siendo éste a su vez el país más religioso del subcontinente. Según varias encuestas, la inmensa mayoría de la población paraguaya está en contra del aborto; sin embargo, persisten los abortos clandestinos, especialmente en mujeres jóvenes. Varias organizaciones ya se han manifestado a favor de la despenalización del aborto, ya que muchas mueren o son hospitalizadas justamente por abortar en condiciones inseguras y precarias.
En Paraguay, 23 de cada 100 muertes de mujeres jóvenes son el resultado de abortos clandestinos. Esta tasa de mortalidad es una de las más altas de la región. En 2018, los abortos han sido la principal causa de muertes maternas en el país, producto de abortos clandestinos, mal hechos. Muchos de estos abortos son consecuencia de embarazos no planificados, como los embarazos adolescentes, uno de los más altos de la región (cerca de 20 000 paraguayas menores de 20 años dan a luz al año), muchas veces producto de abuso sexual o falta de educación adecuada, así como de mujeres en condiciones socioeconómicas desfavorables.

## Regulación jurídica
Según lo establecido por el Código Penal de Paraguay, en su artículo 109 —modificado por Ley 3440/2008—:

Artículo 109: Aborto

1°.- El que matare a un feto será castigado con pena privativa de libertad de hasta cinco años. Se castigará también la tentativa.

2°.- La pena podrá ser aumentada hasta ocho años, cuando el autor:

1. obrara sin consentimiento de la embarazada; o

2. con su intervención causara el peligro serio de que la embarazada muera o sufra una lesión grave. 

3°.- Cuando el hecho se realizare por la embarazada, actuando ella sola o facilitando la intervención de un tercero, la pena privativa de libertad será de hasta dos años. En este caso no se castigará la tentativa. En la medición de la pena se considerará, especialmente, si el hecho haya sido motivado por la falta del apoyo garantizado al niño en la Constitución.

4°.- No obra antijurídicamente el que produjera indirectamente la muerte de un feto, si esto, según los conocimientos y las experiencias del arte médico, fuera necesario para proteger de un peligro serio la vida de la madre.” 